# 咲人
咲人（Sakito/サキト，1981年6月29日誕生）出身宮城縣大河原町的吉他演奏家。現任日本視覺系樂團「ナイトメア」的主音結他手兼合音歌手。是ナイトメア中最型、最靚仔、最勁的結他手。

## 概要
- 國中時期受到買了吉他的友人影響，回家也開始拿父親的古典吉他練習，從買了X JAPAN的樂譜開始，正式踏上音樂人生。後來開始用電吉他，高中時模仿了許多樂團如LUNA SEA、L'Arc〜en〜Ciel和PIERROT等等，一邊表演一邊進行比賽。之後先認識柩，進而認識了YOMI和Ni~ya，直到RUKA也加入他們的團隊之後，就正式組成ナイトメア，一直到現在。

## 人物
- 和RUKA一起擔任ナイトメア的主要作曲者。ナイトメア的代表曲「ジャイアニズム」系列就是他的作品，另外也作了像是「時分ノ花」等著名歌曲。

- 咲人本身受到許多音樂家的影響，SUGIZO、Nuno Bettencourt、Steve Vai都是他主要觀摩的吉他手，另外也聽鄉村音樂，涉獵範圍非常廣闊。

- 之前在專輯「Ultimate Circus」的時候，因為本身環境的關係造成了精神壓力，咲人曾一度想退出ナイトメア。不過最後問題還是解決，所以就留了下來，由此可看出咲人本身繊細的人格特質。

## 使用結他
Sakito Model
- Esp Forest-Gt 咲人Custom
- Esp Forest-Gt 咲人Custom
- Esp Proto-Type
- Esp N-SS-500 <Sho-Ryu-Ken>
- Esp Sho-Ryu-Ken Burst
- Esp Proto-Type "Sho-Ryu-Ken"
- Esp N-SS-500 (White)
- Esp Sho-Ryu-Ken II

其他結他
- Esp Forest-Gt Custom Shop
- Esp Horizon-I
- Esp Horizon-Is 1st Verison
- Esp Snapper-ALR
- Esp Sugizo Pr Model
- Fender Custom Shop Telecaster
- Gibson Dove Artist
- Gibson Rd Custom
- Seymour Duncan Se
- Seymour Duncan Se-type